# Hellmut Lemmer
Hellmut Lemmer (* 26. Februar 1947 in Hunswinkel im Sauerland) ist ein deutscher Schriftsteller, Rezitator und Herausgeber.

## Leben
Lemmer studierte Germanistik und Geographie in Bochum und Berlin. Bis zum Jahr 2009 war er Lehrer, zuletzt Studiendirektor an einem Wuppertaler Gymnasium. Seit 1994 ist er Mitglied im Verband deutscher Schriftsteller. Er lebt mit seiner Familie in Hattingen an der Ruhr.

## Kulturelle Tätigkeit
Neben Buchveröffentlichungen und Lesungen eigener Texte erarbeitete er Programme mit Musikern und stellte sie vor, so zum Thema „Flüchtlinge“, „Literatur der Zwanziger Jahre“ oder „Literatur im Dritten Reich“. Intensive Zusammenarbeit entwickelte sich mit dem Komponisten und Pianisten Günther Wiesemann. Rezitationsprogramme gibt es zu namhaften Schriftstellern, z. B. Erich Fried, Heinrich Heine, Ernst Jandl, Anton Tschechow oder Georg Christoph Lichtenberg. Seit 1985 arbeitete er in der Hattinger Kulturinitiative Kubischu. Er ist Initiator der Hattinger Literaturtage und des international beachteten Hattinger Förderpreises für junge Literatur. Bei den Auseinandersetzungen um die Arbeitsplätze auf der Hattinger Henrichshütte ergriff er mit seinen poetischen Texten deutlich Partei und trat in zahlreichen großen Veranstaltungen auf.

## Schriften
- Ganz oben leichte Vögel, Gedichte. Gemeinsam mit Erich Fried u. a. 1982
- Unter den Johannissträuchern, Gedichte und Erzählungen. Flieter, Hattingen 1990, ISBN 3-923797-07-9.
- Gedichte im Dutzend, 12 konkrete Versuche über die Lyrik. Flieter, Hattingen 1992, ISBN 3-923797-08-7.
- Der Sand der Namib, Roman. Brockmeyer, Bochum 2014, ISBN 978-3-8196-0965-7.
- Herzkartoffel, Roman. WOLL Verlag, Schmallenberg 2019, ISBN 978-3-943681-91-8.
- Katzenbuckel, Roman. Woll Verlag, Schmallenberg 2021, ISBN 978-3-948496-32-6.
- Stoppelfeld, Roman. Woll Verlag, Schmallenberg 2024, ISBN 978-3948496-86-9.

### Herausgeber
- Die Grünen entern das Raumschiff. Bonn, 1983.
- Katharina Franz: Die Tage nahmen ja zu. Ein Dorf 1945 – eine Frau erzählt. 1985
- Helmut Niedermeier: Zwischentöne. Erzählende Predigten. 1986
- Der Ofen ist noch lange nicht aus. Ein Lesebuch zu Stahlkrise, Arbeitsplatzabbau und Widerstand. 1988